# Требавска офанзива
Требавска офанзива почела је након заузимања врха Вис 692 м, што је Армији Републике Босне и Херцеговине дало мотивацију да иде даље. У офанзиви, Армија Републике Босне и Херцеговине је покушала да заузме врх Сплетена Липа, Скиповац, Зелињу, Палежницу и неке друге области. На крају су заузели само пола Скиповца, и нису могли да се пробију даље, јер је Војска Републике Српске пружала јак отпор са врха Сплетене Липе.

## Ток битке
2. корпус Армије РБиХ је у октобру покренуо офанзиву на 1. Требавску бригаду Војске Републике Српске на сектору Палежница - Зелиња. Напад је почео 15. октобра нападом нове Оперативне групе 2/2 2. корпуса на рејон Скиповца, северно од брда Вис, брзо заузевши додатних 20 км2 територије. Али када се 2. корпус даље проширио, постало је теже. Армија Републике Босне и Херцеговине је напредовала према Палежници, али је Војска Републике Српске одбила напад и одбранила то село. Армија Републике Босне и Херцеговине је такође покушавала да заузме Зелињу, и врх Сплетена Липа 644 м. Војска Републике Српске је тукла паљбом са брда и натерала на повлачење, тако очувавши други највиши врх на Требави.